# 矢島悠子
矢島 悠子（やじま ゆうこ、1982年7月27日 - ）は、テレビ朝日アナウンサー。

## 来歴
神奈川県川崎市出身。川崎市立稲田中学校、神奈川県立多摩高等学校、中央大学文学部卒業。
高校在学時は放送部に所属。NHK杯全国高校放送コンテストにアナウンス部門の神奈川県代表の一人として出場しており、2年生の時は準々決勝敗退したが、3年生の時は入選という結果を残している。
そのコンテストにはいきものがかりの吉岡聖恵も朗読部門で出場しており、面識があったためミュージックステーションにて再会した際もお互いのことを憶えていた。

### テレビ朝日に入社
2005年4月1日に入社。同期のアナウンサーは久保田直子と中村昭治。
2011年春に、16歳年上のテレビ朝日関連会社社員（『ちい散歩』のプロデューサー）と結婚。

## 人物・エピソード
- 趣味：昼寝、散歩、文章や手紙を書くこと、写真、ラッキーアイテムの蛙のグッズ収集。また「あぶない刑事」や「相棒」などといった刑事ドラマの大ファン。
- 嗜好：コーラ、ピザ
- テレビ出演時はコンタクトレンズを使用しているが、普段は眼鏡をかけていると公表している。
- かつて担当していた『スーパーJチャンネル』での「デカ盛り特集」（金曜日の「ウワサ検証人」か木曜の特集枠で放送）ではとにかく食べっぷりがよく、小宮悦子（当時のメインキャスター）も太鼓判を押すほど。大食漢でいつの間にか「大食いアナウンサー」と呼ばれるようになった[6]。
- 手が大きいことが特徴。ピアノの鍵盤でいえば「ド」から高音の「ミ」までくらいだという（『ちい散歩』HPのブログより）。
- アニメ『怪談レストラン』では本業ままのアナウンサーやナレーション役でなく登場人物の役を演じ、声優としての素質も見せた。

## 現在の出演・担当番組
- スーパーJチャンネル（土曜日、2017年4月 - ） - サブキャスター、ナレーター
- Abema x GLOBE（2017年10月6日 - 、AbemaTV・AbemaNews）不定期配信

## 過去の出演・担当番組

### ニュース・ワイドショー
- はい!テレビ朝日です（2005年7月17日 - 2006年10月15日）
- スーパーモーニング（月曜日、2007年4月 - 10月、ニュースコーナー担当） - ニュースルームから出演
- News Access（BS朝日、不定期）
- スーパーJチャンネル（木・金曜日、2006年4月 - 2009年3月27日） - サブキャスター、リポーター
- やじうまプラス
  - ニュースコーナー担当（月曜日、2007年4月 - 10月） - ニュースルームから出演
  - MC（土曜日、2009年4月 - 9月）
  - やじプラ+シネマ部（金曜日、2009年10月 - 3月）
  - 前半MC・芸能（木曜、金曜のみ 2010年4月から2010年10月）
- やじうまテレビ!（土曜日、2010年10月 - 2011年9月） - メインMC
- ニュースの深層（金曜日、テレ朝チャンネル2 ニュース・スポーツ）
- 報道ステーション SUNDAY（日曜日、2011年12月 - 2016年12月） - フィールドキャスター
- いま世界は（BS朝日、日曜日、2011年4月 - 2015年3月、2017年7月 - 9月） - キャスター

### バラエティ・エンタテイメントなど
- セレクションX（平日）深夜 - 早朝
- エンタメ倶楽部 即完TV[7]（2006年6月、不定期[8]）
- 志村&鶴瓶のアブない交遊録（2006年1月2日） - テレ朝若手女子アナ軍団の一員で出演
- タイムショックSP（2006年9月28日） - サブMC
- ベストヒットLIVE（ベストヒットUSAの特番、ライブ情報番組。年5 - 6回放送）
- ドスペ! NEWS2006〜ダウンタウンがキャスターやりますSP（2006年12月23日）
- 爆笑問題の検索ちゃん（2007年3月 - 2009年9月） - ナレーター
- ちい散歩（2007年4月2日 - 2012年5月4日）※担当コーナー多数につき、同番組の項を参照。
- 雑学王シリーズ（『クイズ雑学王』2007年10月 - 2010年3月、『雑学王』2010年4月 - 2011年9月） - アシスタント
- 愛のエプロン（2007年3月14日） - テレ朝若手女子アナ軍団の一員で出演
- ぷれミーヤ!（2007年3月10日）[9]
- ぷちミーヤ!（2007年12月22日）
- サンデープレゼント「ビビる大木&熟年熟女が行く今さら修学旅行!in鎌倉〜湘南」（2007年5月13日）
- ザ・クイズマン! ゴールデン直前スペシャル（2008年4月19日） - 解答者
- easy sports（2009年2月4日、ランナーとしてテレビ朝日周辺を走る）
- 大人も!子供も!ファミリーも!都会のオアシス・ライヴ〜WORLD HAPPINESS 2009〜今年も開催・直前スペシャル!!（BS朝日、2009年7月11日）
- 地球号食堂〜エコめし宣言（2009年10月4日 - 2010年3月28日） - MC
- パネルクイズ アタック25（朝日放送制作、2010年1月、2012年1月） - 「女子アナウンサー大会」テレビ朝日チームで出場。
- 若大将のゆうゆう散歩（2012年5月7日 - 31日） - 「ゆうゆう散歩 いいものさがし」MC
- 特選いいものさがし（2009年9月28日 - 2010年9月27日、2011年4月5日 - 2012年8月1日） - MC
- 映画「薔薇色のブー子」公開記念!指原24時間テレビ（CSテレ朝チャンネル1、2014年5月29日 - 2014年5月30日） - 進行
- セレクションF（BS朝日）

### ドラマ
- 未来講師めぐる（2008年2月、金曜ナイトドラマ、第4話） - めぐるの祖母の学生時代 役（回想シーン）

### アニメ
- 怪談レストラン（2009年10月 - 2010年6月） - 小和田マリ 役

### 映画
- 相棒 -劇場版II- 警視庁占拠! 特命係の一番長い夜（東映、2010年） - 記者役